# Пірникоза австралійська
Пірникоза австралійська (Tachybaptus novaehollandiae) — вид водних птахів родини пірникозових (Podicipedidae).

## Поширення
Вид поширений в Австралії, Новій Зеландії, Новій Гвінеї, на сході Індонезії та островах на заході Тихого океану.

## Опис
Невелика пірникоза. Тіло завдовжки 23-25 см, розмах крил — до 39 см. Вага 100—230 г. Спина, крила та задня частина шиї попелясто-чорні. Голова чорна із зеленкуватим відтінком. Горло чорне. Боки шиї коричневі. Груди сірі, черево біле. Очі помаранчево-жовті. Перед оком є біла пляма, яка сильно контрастує з темним лицем і дзьобом.

## Спосіб життя
Трапляється на відкритих водоймах: озерах, лиманах, річках з повільною течією. У гніздовий період трапляється парами, в інший — невеликими зграями. Живиться водними комахами та молюсками, рідше рибою та раками. Створює моногамні пари на один сезон, рідше на декілька сезонів. Сезон розмноження триває з червня по березень. Гніздо облаштовує на острівці з очерету, який будує на мілководді. У кладці 2-4 яйця. В одне гніздо можуть відкласти яйця дві самиці, тоді в кладці може бути до 9 яєць. Насиджують кладку обидва батьки по черзі. Інкубація триває 22-23 дні. Пташенята залишають гніздо через тиждень після народження, але батьки доглядають їх ще два місяці.

## Підвиди[3]
- Tachybaptus novaehollandiae, (Stephens, 1826)
  - Tachybaptus novaehollandiae javanicus, (Mayr, 1943), острів Ява
  - Tachybaptus novaehollandiae fumosus, (Mayr, 1943), острови Талауд і Сангіхе
  - Tachybaptus novaehollandiae incola, (Mayr, 1943), північ Нової Гвінеї
  - Tachybaptus novaehollandiae novaehollandiae, (Stephens, 1826), південь Нової Гвінеї, Австралія, Тасманія, Нова Зеландія
  - Tachybaptus novaehollandiae leucosternos, (Mayr, 1931), Вануату і Нова Каледонія
  - Tachybaptus novaehollandiae rennellianus, (Mayr, 1943), острів Реннелл (острів) (Соломонові острови)